# Broń Złota
Broń Złota „Za Waleczność” lub Złoty Oręż „Za Waleczność” (ros. Золотое оружие «За храбрость») – wojskowe odznaczenie honorowe Imperium Rosyjskiego w postaci szpady lub szabli, przyznawanej za męstwo jako jeden ze stopni Orderu Świętego Jerzego. W latach 1913–1917 istniał wyższy stopień odznaczenia – Broń Świętego Jerzego (inaczej Oręż Św. Jerzego, ros. Золотое Георгиевское оружие), również nadawany w postaci szabli.
Odznaczenie zostało nadane po raz pierwszy przez Piotra I Wielkiego 27 lipca 1720. W 1807 roku ustanowione jako odznaczenie państwowe.
W 1829 car Mikołaj I postanowił w ukazie, że będzie nadawana po odsłużeniu dwóch lat lub jednej kampanii i dwóch miesięcy. 
Ostatecznie wszystkie carskie odznaczenia zostały zniesione w 1917 w wyniku rewolucji październikowej.